# Jassim Swadi
Jassim Swadi Fayadh (Baghdad, 15 dicembre 1975) è un ex calciatore iracheno, di ruolo centrocampista.